# Coachella Valley Music and Arts Festival
Il Coachella Valley Music and Arts Festival (noto semplicemente come Coachella Music Festival o Coachella) è un festival musicale che si svolge annualmente nell'arco di due o tre giorni intorno alla fine di aprile negli Stati Uniti d'America, sui campi dell'Empire Polo Club di Indio, nella Coachella Valley in California.
La prima edizione si tenne nel 1999 ma a causa della scarsa affluenza di pubblico l'anno successivo il festival non si fece. Venne ripreso nel 2001 e da allora l'evento ha continuato a crescere in popolarità.
Il festival è anche noto per le numerose reunion di band sciolte da tempo che ha ospitato: nel 2001 ci fu il ritorno dei Jane's Addiction (fortemente richiesto dagli organizzatori, incapaci di trovare un grande nome per riempire il cartellone) e dopo, quasi ogni anno, delle band ormai dissolte si sono ritrovate per suonare: nel 2002 i Siouxsie and the Banshees, nel 2003 gli Stooges, nel 2004 i Pixies, nel 2005 i Bauhaus (anche i Cocteau Twins erano previsti, ma il loro show venne cancellato), nel 2007 Rage Against the Machine e The Jesus and Mary Chain, nel 2008 i The Verve, nel 2011 i Death from Above 1979, nel 2012 At the Drive-In, nel 2016 i Guns N' Roses con Axl Rose, Slash e Duff McKagan, nel 2018 le Destiny's Child con Beyoncé, Kelly Rowland e Michelle Williams, come ospiti dell'esibizione di Ariana Grande, gli NSYNC (tutti al di fuori di Justin Timberlake) e nel 2022 le 2NE1.

## Edizioni

### 1999
Il festival si è tenuto il 9 e 10 ottobre: Beck, A Perfect Circle, Ben Harper & the Innocent Criminals, Tool, Moby, The Chemical Brothers, Perry Farrell, Pavement

### 2001
Il festival si è tenuto nella sola giornata del 28 aprile: Jane's Addiction, Iggy Pop, The Dandy Warhols, Sigur Rós, Blonde Redhead.

### 2002
Il festival si è tenuto il 27 e 28 aprile: Björk, Oasis, Siouxsie and the Banshees, Queens of the Stone Age, Foo Fighters, The Vines, The Strokes, Jack Black, The (International) Noise Conspiracy.

### 2003
Il festival si è tenuto il 22 e 23 aprile: Red Hot Chili Peppers, Beastie Boys, Badly Drawn Boy, N.E.R.D, The Music, Sonic Youth, The White Stripes.

### 2004

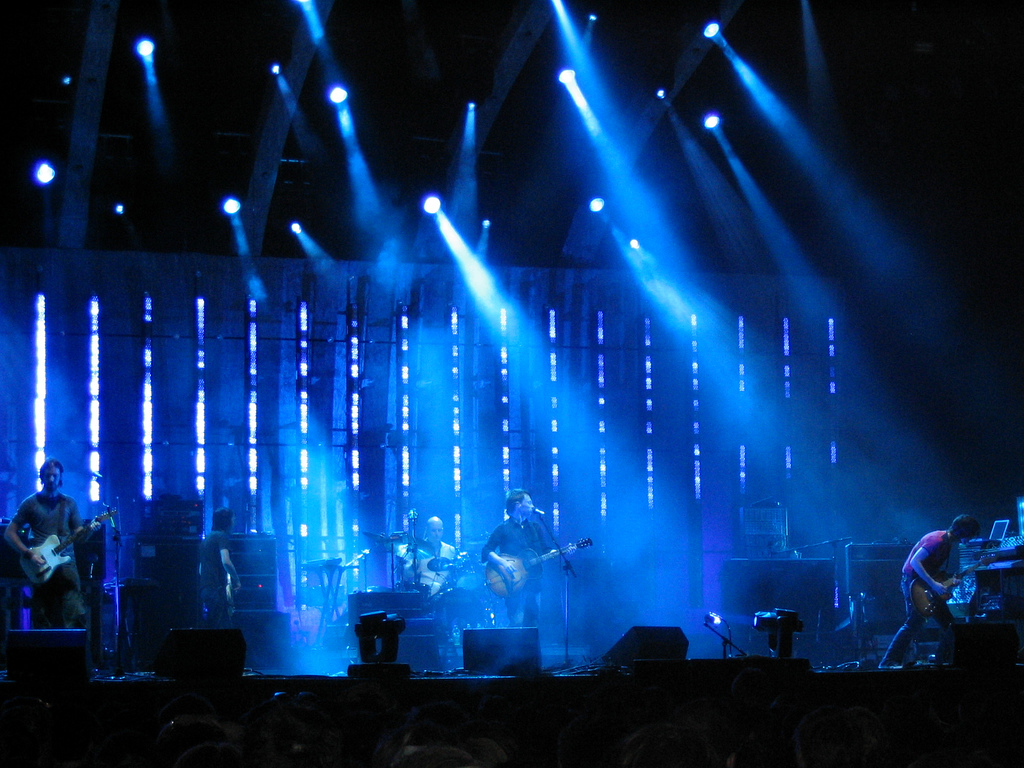
I Radiohead a Coachella nel 2004

Il festival si è tenuto il 1º e il 2 maggio: The Cure, Radiohead, Pixies, LCD Soundsystem, The Rapture, The Thrills, Broken Social Scene, !!!, The Cooper Temple Clause, The Killers, Mogwai, Muse.

### 2005
Il festival si è tenuto il 30 aprile e il 1º maggio: Coldplay, Nine Inch Nails, Razorlight, The Raveonettes, Arcade Fire, Bauhaus, Bloc Party, Snow Patrol, Weezer, New Order, Stereophonics, Keane.

### 2006
Il festival si è tenuto il 29 e il 30 aprile: Depeche Mode, Madonna, The Zutons, Clap Your Hands Say Yeah, Editors, Paul Oakenfold, Massive Attack, Franz Ferdinand, Kanye West, Phoenix, Daft Punk.

### 2007

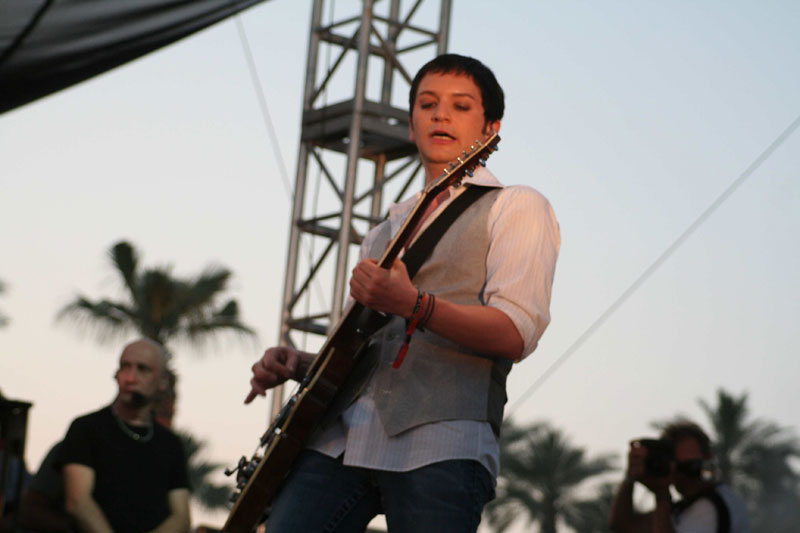
Brian Molko al Coachella nel 2007

Il festival si è tenuto il 27, 28 e 29 aprile: Arctic Monkeys, Amy Winehouse, Regina Spektor, Interpol, Björk, Gogol Bordello, Fair to Midland, Faithless, The Decemberists, The Fratellis, Fountains of Wayne, Kaiser Chiefs, Rage Against the Machine, Scarlett Johansson.

### 2008
Il festival si è tenuto il 25, 26 e 27 aprile: The Verve, Prince, Aphex Twin, Architecture in Helsinki, Fatboy Slim, Goldfrapp, Jack Johnson, Serj Tankian, Death Cab for Cutie, Rilo Kiley, Scars on Broadway, The Teenagers, Does It Offend You, Yeah?, Duffy, Roger Waters, Stars, Tegan and Sara.

### 2009
Il festival si è tenuto il 15, 16 e 17 aprile: Paul McCartney, The Killers, The Cure, Joss Stone, White Lies, The Horrors, My Bloody Valentine, Antony and the Johnsons, M.I.A., Leonard Cohen, Morrissey, Noah and the Whale, DJ AM, Amanda Palmer, Felix da Housecat, Conor Oberst and the Mystic Valley Band, Lykke Li

### 2010
Il festival si è tenuto il 16, 17 e 18 aprile: Aeroplane, Alana Grace, As Tall As Lions, Baroness, Benny Benassi, Calle 13, Céu, deadmau5, Deer Tick, DJ Lance Rock, Echo & the Bunnymen, Erol Alkan, Fever Ray, Gil Scott-Heron, Grizzly Bear, Hockey, Iglu & Hartly, Imogen Heap, Jay-Z, Jets Overhead, Kate Miller-Heidke, La Roux, LCD Soundsystem, Little Dragon, Lucero, Pablo Hassan, Passion Pit, Perry Farrell vs. Steve Porter, P.O.S., Proxy, Public Image Limited, Ra Ra Riot, She & Him, Sleigh Bells, Street Sweeper Social Club, The Avett Brothers, The Dillinger Escape Plan, The Specials, The Whitest Boy Alive, Them Crooked Vultures, Vampire Weekend, Wale, Wolfgang Gartner, Yeasayer, 2 Many DJs, Almighty Defenders, Aterciopelados, Band of Skulls, Bassnectar, Beach House, Camera Obscura, Coheed and Cambria, Corinne Bailey Rae, DJ Craze, David Guetta, Devo, Die Antwoord, Dirty Projectors, Dirty South, Edward Sharpe and the Magnetic Zeros, Faith No More, Flying Lotus, Frank Turner, Girls, Gossip, Hot Chip, John Waters, Kaskade, DJ Klever, Les Claypool, Major Lazer, MGMT, Muse, Old Crow Medicine Show, Porcupine Tree, Portugal. The Man, Pretty Lights, RX Bandits, Shooter Jennings, Sia, Steel Train, The Dead Weather, The Raveonettes, The Temper Trap, The xx, Tiësto, Tokyo Police Club, White Rabbits, Z-Trip, Zoé. Atoms for Peace, B.o.B., Babasónicos, Charlotte Gainsbourg, Club 75, De La Soul, Deerhunter, DJ David Fallica, Florence + The Machine, Gorillaz, Infected Mushroom, Julian Casablancas, Jónsi, Kevin Devine, King Khan and the Shrines, Little Boots, Local Natives, Matt & Kim, Mayer Hawthorne, Miike Snow, Mutemath, One eskimO, Orbital, Owen Pallett, PAPARRAZI, Pavement, Phoenix, Plastikman, Rusko, Sly Stone, Spoon, Sunny Day Real Estate, The Big Pink, The Glitch Mob, The Middle East, The Soft Pack, Yann Tiersen, Yo La Tengo

### 2011

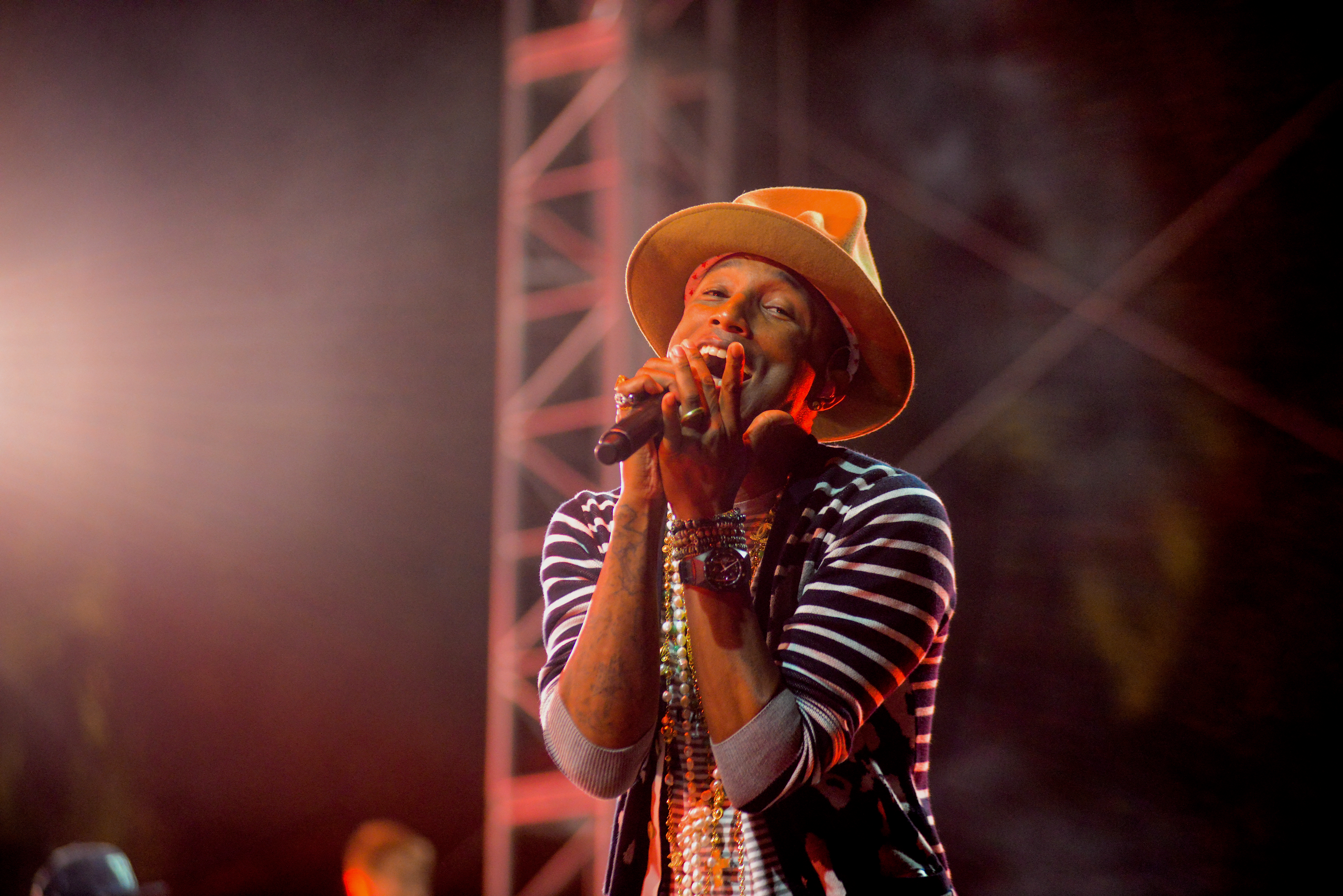
Pharrell Williams al Coachella nel 2011

Il festival si è tenuto il 15, 16 e 17 aprile: 12th Planet, Afrojack, Arcade Fire, Ariel Pink's Haunted Graffiti, A-Trak, Beardyman, Black Joe Lewis & the Honeybears, Boys Noize, Brandon Flowers, Brandt Brauer Frick, Breakage, Caifanes, Cee Lo Green, Clare Maguire, Nosaj Thing, OFWGKTA, Omar Rodriguez Lopez, Ozomatli, Robyn, Sander Kleinenberg, Sasha, Scala & Kolacny Brothers, Skrillex, Sleigh Bells, Tame Impala, The Aquabats, The Black Keys, The Chemical Brothers, The Drums, The Morning Benders, The Pains of Being Pure at Heart, The Rural Alberta Advantage, Titus Andronicus, Warpaint, Yacht, Alf Alpha, Andy C, Animal Collective, Arcade Fire, Big Audio Dynamite, Bomba Estéreo, Bright Eyes, Broken Social Scene, Cage the Elephant, Chuckie, Cults, Daedelus, Delta Spirit, DJ Hype, DJ Kentaro, DJ Marky, EE, Elbow, Electric Touch, Empire of the Sun, Erykah Badu, Fat Freddy's Drop, Mumford & Sons, One Day as a Lion, Death From Above 1979, Delorean, DJ Zinc, Duck Sauce, Duran Duran, Eliza Doolittle, Ellie Goulding, Fistful of Mercy, Foster the People, Fun., Good Old War, Gord Downie, Green Velvet, Health, High Contrast, Jack Beats, Jack's Mannequin, Jenny and Johnny, Joy Orbison, Kanye West, Kode9, Leftfield, Lightning Bolt, Lorn, Los Bunkers, Men, Menomena, Nas & Damian Marley, Pharrell Williams, Neon Trees, New Pants, Off!, Phantogram, PJ Harvey, Plan B, Ramadanman, Ratatat, Riva Starr, Roska, Ryan Leslie, Rye Rye, She Wants Revenge, Suede, Sven Väth, Take, Terror Danjah, The Bloody Beetroots, The National, The Presets, The Strokes, Thunderball, Trentemøller, Tinie Tempah, TOKiMONSTA, Twin Shadow, Wiz Khalifa, Yelle, Zed Bias

### 2017
Il festival si è svolto dal 14 al 16 e dal 21 al 23 aprile: Radiohead, Lady Gaga, Iggy Azalea, Kendrick Lamar, The xx, Travis Scott, Father John Misty, Empire of the Sun, Dillon Francis, Mac Miller, Ariana Grande, Bon Iver, Future, DJ Snake, Martin Garrix, Schoolboy Q, Gucci Mane, Two Door Cinema Club, Lorde, Victoria Justice, New Order, Dreamcar, Porter Robinson & Madeon, Future Islands, Hans Zimmer, PNL e DJ Khaled, Vanessa Hudgens, Bastille

### 2018
Il festival si è svolto dal 13 al 22 aprile con la partecipazione di noti artisti, tra i quali: Beyonce, Ariana Grande, Deorro, Cardi B, Portugal. The Man, The Weeknd, Nile Rodgers & Chic, Eminem, Odesza, Kygo, Chromeo, KJ Apa, Jamiroquai, Alan Walker e molti altri ancora. Durante l'esibizione di Eminem, sono saliti sul palco come ospiti anche 50 Cent e Dr. Dre; Beyoncé fu la prima headliner nera del festival.

### 2019
Il festival si è svolto dal 12 al 21 aprile con la partecipazione di noti artisti, tra i quali: Ariana Grande, Kanye West, Blackpink, Childish Gambino, The 1975, DJ Snake, Diplo, Rüfüs Du Sol, Bad Bunny, Billie Eilish, Tame Impala, Zedd, Jain, YG, Bazzi, J Balvin, Wiz Khalifa, Alice Merton, Juice WRLD, Khalid, Ella Mai, Dillon Francis, Solange, Kid Cudi, Blood Orange, Pusha T, Sabrina Claudio, Sofi Tukker, Nina Kraviz, Mac DeMarco, 88Glam, Anderson Paak, Nicki Minaj, Selena Gomez, NSYNC, Lizzo, Men I Trust, Fisher, Polo & Pan e molti altri ancora.

### 2022
Dopo aver cancellato il festival durante il biennio 2020-2021 a causa della pandemia di Covid-19, il Coachella tornò a svolgersi dal 15 al 24 aprile 2022 con la partecipazione di artisti quali Doja Cat, Harry Styles, i Måneskin, The Weeknd, Justin Bieber, Megan Thee Stallion, Karol G, Daniel Caesar, Lil Baby, Mika, Anitta, Princess Nokia, i King Gizzard & the Lizard Wizard, gli Swedish House Mafia, Phoebe Bridgers, Madeon, Bishop Briggs, le Aespa, i The Hu, gli Amyl and the Sniffers, gli Spiritualized, i Code Orange, i BadBadNotGood, gli Epik High, i The Avalanches, Tokimonsta, Slowthai, Stromae, Snoh Aalegra, Flume, Conan Gray, Chelsea Cutler, Giveon, Danny Elfman, Pabllo Vittar, i Molčat Doma, i Disclosure, 21 Savage, Tchami, Kim Petras, Big Sean, i Crumb e le 2NE1, che, dopo anni dal loro scioglimento, hanno colto come occasione il festival per performare di nuovo insieme. Ning Yizhuo, conosciuta come Ningning delle Aespa, è l'headliner più giovane della storia del Coachella.

### 2023

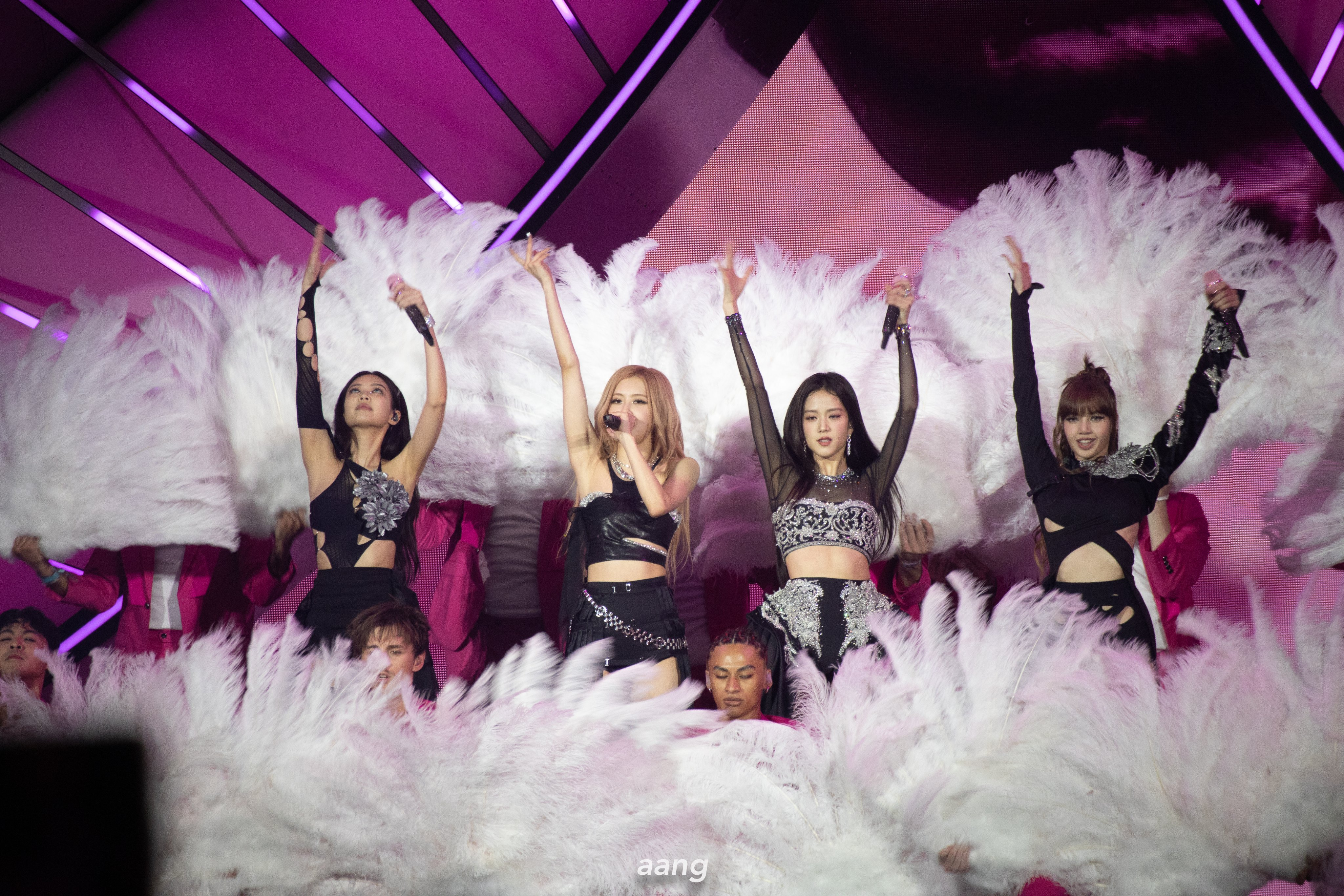
Le Blackpink sono diventate il primo gruppo asiatico a diventare headliner del Coachella nel 2023

Il festival si è svolto dal 14 al 23 aprile con la partecipazione di noti artisti, quali: Bad Bunny, le Blackpink, Frank Ocean, Calvin Harris, i Gorillaz, Rosalía, Björk, Burna Boy, i The Chemical Brothers, Kaytranada, i Blondie, Becky G, Metro Boomin, Eric Prydz, le Boygenius, i Suicideboys, The Kid Laroi, Charli XCX, Labrinth, Zendaya, Anderson Paak, Skrillex, Fred Again, Four Tet, Tokischa, gli Underworld, Kali Uchis, Porter Robinson, Fischer, Chris Lake, A Boogie wit da Hoodie, Dominic Fike, Jai Paul, French Kiwi Juice, Pusha T, Tobe Nwigwe, le Wet Leg, SG Lewis, Yves Tumor, i The Garden, deadmau5, Angèle, i Muna, Maceo Plex, Diljit Dosanjh, Eladio Carrión, i Sofi Tukker, Remi Wolf, i Chromeo, i Tale of Us, Yung Lean, Mura Masa, Yaeji, 070 Shake, Mike Dean, Jackson Wang, Latto, i The Blaze, Willow Smith, GloRilla, Jai Wolf, Boris Brejcha, 2manyDJs, Christine and the Queens, i Rae Sremmurd, Two Friends, Yungblud, Jamie Jones, Ashnikko, Malaa, TV Girl, Whyte Fang, Doechii, Benee, Idris Elba, Magdalena Bay, Marc Rebillet, i Hiatus Kaiyote, i Dinner Party, i Los Fabulosos Cadillacs, Elderbrook, Kenny Beats, Flo Milli, Keinemusik, Snail Mail, Weyes Blood, Alex G, DPR Live + DPR Ian, Stick Figure, Adam Beyer, Big Wild, MK, Cannons, Romy, Gordo, Fousheé, Noname, Vintage Culture, Domi and JD Beck, Dombresky, Danny Lux, Nora En Pure, gli Overmono, Uncle Waffles, ¿Téo?, Mochakk, Gabriels, Rebelution, Hot Since 82, EarthGang, Umi, Shenseea, i The Breeders, Monolink, Ethel Cain, Bakar, Donavan's Yard, i The Linda Lindas, Sasha & John Digweed, Sudan Archives, i Knocker Loose, i CamelPhat, IDK, Sasha Alex Sloan, Mareux, 1999.0DDS, Saba, Dennis Cruz, Pawsa, Soul Glo, Lava La Rue, gli Sleaford Mods, i The Comet Is Coming, Oliver Koletzki, Kyle Watson, i Sunset Rollercoaster, Nia Archives, Jan Blomqvist, i Drama, i WhoMadeWho, i Destroy Boys, Elyanna, DJ Tennis + Carlita, Pi'erre Bourne, Cassian, Joy Crookes, TSHA, gli El Michels Affair, Paris Texas, LP Giobbi, Momma, Ali Sethi, The Murder Capital, Chris Stussy, Jupiter Bokondji & Okwess, Lewis OfMan, Juliet Mendoza, i Desert Cahuilla Bird Singers, AG Club, Mathame, Bratty, le Horsegirl, Colyn, Chloé Caillet, gli Scowl, Francis Mercier, i Minus the Light, i Los Bitchos, Conexión Divina e Airrica, i Rumates.

## Ubicazione
Coachella si svolge a Indio, in California, nella valle di Coachella, nel Deserto del Colorado. Le temperature durante il festival hanno spaziato da 41 °C il 21 aprile 2012, a 6 °C il 14 aprile 2012. Il Coachella è ospitato all'Empire Polo Club, quando si considera la terra utilizzata per il parcheggio e il campeggio l'evento copre un ingombro di oltre 600 acri. Il Coachella si trova a circa 127 miglia a est di Los Angeles.

## Organizzazione
Come città ospite del Coachella e del Festival Stagecoach, Indio offre diversi servizi come la polizia e la protezione antincendio, la sicurezza privata, i servizi medici, le forze dell'ordine esterne e i servizi del personale cittadino. Questi servizi per i tre fine settimana dei festival ammontavano a $ 2,77 milioni nel 2012. Tutti i bisogni di sicurezza pubblica sono coordinati dal dipartimento di polizia di Indio, richiedendo loro di collaborare con quasi 12 agenzie, tra cui dipartimenti di polizia delle città vicine, il dipartimento dello sceriffo, California Highway Patrol, California Department of Forestry and Fire Protection, American Medical Response e California Department of Alcoholic Beverage Control. Per evitare di disturbare i residenti locali, viene imposto il coprifuoco per le esibizioni musicali; Goldenvoice deve pagare una multa di $ 1.000 per ogni minuto in cui il festival supera il coprifuoco.
Tollett inizia a prenotare artisti per ogni festival già a partire dall'agosto precedente. Oltre agli artisti presentati dagli agenti delle case discografiche e agli artisti scoperti online, la scaletta viene selezionata dagli atti prenotati da Goldenvoice per gli altri 1.800 spettacoli ogni anno. Tollett utilizza le cifre del ticker del promotore per capire chi prenotare, dicendo: "Ci sono spettacoli AEG in tutto il paese, e vedo tutti i loro elenchi e il numero di biglietti, quindi vedo piccole cose che stanno accadendo forse prima di altri, perché non hanno quei dati. " Il processo di prenotazione dura circa sei mesi. Secondo il Los Angeles Times, le spese di prenotazione per la maggior parte degli artisti che partecipano al festival partono da $ 15.000 e si estendono alle "sei alte cifre". Per il 2010, gli artisti più quotati avrebbero ricevuto oltre $ 1 milione. Secondo un profilo del 2017 su Tollett nel The New Yorker , gli interpreti del headliner di quell'anno riceveranno $ 3-4 milioni.
Durante la prenotazione del festival, Goldenvoice utilizza clausole di raggio che possono impedire agli spettacoli di esibirsi a Los Angeles, nell'Inland Empire o a San Diego fino a tre mesi prima e dopo il festival. Il promotore ha permesso ad alcune delle attività di Coachella di fare apparizioni nella regione prima del festival e tra i fine settimana, ma solo in eventi e luoghi di proprietà o controllati dalla casa madre di Goldenvoice, AEG; uno di questi è stato il concerto di Jay-Z allo Staples Center nel 2010. Goldenvoice ora promuove questi eventi, soprannominati "Localchella", come una serie di piccoli spettacoli di riscaldamento per Coachella nel sud della California.
Goldenvoice tenta di pubblicare il poster della line-up il più vicino possibile al Capodanno, in modo che Coachella sia il primo grande festival dell'anno ad annunciare la sua formazione. Ciò conferisce al promotore un vantaggio competitivo rispetto ad altri festival, molti dei quali finiscono per condividere gli headliner nel momento in cui sono tutti annunciati. Il poster della formazione Coachella elenca i suoi artisti musicali su più righe in gradazioni di caratteri che diminuiscono gradualmente in ordine decrescente di importanza. La linea in cui appare il nome di un artista così come la dimensione del suo carattere è un argomento controverso tra Goldenvoice e gli agenti di talento, in quanto il posizionamento sul poster è spesso dettato dalla futura quota di iscrizione dell'artista. Tollett ha dichiarato: "Abbiamo così tanti argomenti rispetto alle dimensioni dei caratteri. Sono letteralmente andato al tappeto oltre una dimensione in punti".

### Camping
Nel 2003, Coachella ha iniziato a concedere il campeggio in tenda come opzione per l'alloggio del festival. Il campeggio si trova su un campo di polo adiacente al terreno della sede e ha il suo ingresso sul lato sud della sede. Nel 2010 ha introdotto molte nuove funzionalità, come il rientro dal campeggio ai terreni del festival, il parcheggio vicino alla tenda e le piazzole per i camper. Durante l'evento del 2012, le strutture includevano il riciclaggio, un negozio, docce, stazioni di ricarica per telefoni cellulari e un internet cafè con Wi-Fi gratuito.

## Impatto ed eredità
Il successo del Coachella nei suoi primi anni ha dimostrato che i festival musicali americani potevano funzionare e avere successo in una forma di destinazione, al contrario di un festival itinerante. Negli anni successivi al successo del Coachella, molti altri festival hanno seguito le sue orme, copiando il suo formato come festival di destinazione con più palchi, attrazioni, arte e campeggi. Alcuni di questi nuovi festival sono cresciuti fino a raggiungere lo stesso successo del Coachella, come Lollapalooza a Chicago, Governors Ball a New York City, Outside Lands a San Francisco, e Bonnaroo nel Tennessee, e Stagecoach, un festival di musica country spesso considerato il "festival del compagno" del Coachella dato che sono organizzati dalla stessa compagnia e che si tengono nella stessa location il fine settimana successivo. Secondo una classifica stilata nel 2015 dal rivenditore online di biglietti Viagogo, i biglietti del Coachella sono al secondo posto tra i più costosi, dietro a Tomorrowland.
Il Coachella è considerato un trendsetter in musica e moda. La cantante Katy Perry ha dichiarato: "La formazione introduce sempre il meglio dell'anno per il resto dell'anno".
Uno dei grandi pregi del Coachella, che lo rende anche una passerella a cielo aperto, è la facilità con cui le star ed i partecipanti sperimentano nuovi look, spesso eccentrici ed esagerati, con combinazioni eclettiche di colori, materiali e prestiti etnici. Quest'ultimo ha anche provocato il contraccolpo sull'appropriazione culturale, in particolare per i non nativi che indossano copricapi e body painting ispirati ai nativi americani, ma anche elementi afroamericani e asiatici.
Secondo uno studio sull'impatto economico del 2012, Coachella ha portato $ 254,4 milioni nella regione desertica quell'anno; di quel totale, Indio ha ricevuto $ 89,2 milioni in spese per consumi e $ 1,4 milioni in entrate fiscali. L'altro festival di Goldenvoice all'Empire Polo Club, Stagecoach, è stato definito un "cugino" del Coachella, ma è cresciuto a un ritmo più veloce, finendo per essere venduto per la prima volta nel 2012 con 55.000 partecipanti. Insieme, i due festival sono stimati da esperti per avere un impatto globale di $ 704,75 milioni nel 2016; Circa 403,2 milioni di dollari incideranno sulla valle di Coachella, $ 106 milioni andranno alle imprese nell'Indio. Ci si aspettava che la città avrebbe guadagnato $ 3,18 milioni di tasse sui biglietti dai due festival del 2016.
Il successo del Coachella ha portato Goldenvoice a fondare un festival musicale aggiuntivo presso l'Empire Polo Club nel 2016, chiamato Desert Trip. L'evento ha visto la partecipazione di vecchi artisti rock come i Rolling Stones, Paul McCartney e Bob Dylan.

## Time-line
| Edizione | Anno | Date                           | Cantanti                                                          | Entrate Lorde   | Presenze o vendite         | N° di persone |
| -------- | ---- | ------------------------------ | ----------------------------------------------------------------- | --------------- | -------------------------- | ------------- |
| 1ª       | 1999 | 9 e 10 ottobre                 | - Beck - Tool - Rage Against the Machine                          | N/A             | 37.000 (vendite)           | 18.500        |
| 2ª       | 2001 | 28 aprile                      | - Jane's Addiction                                                | N/A             | 35.000 (vendite)           | 35.000        |
| 3ª       | 2002 | 27 e 28 aprile                 | - Björk - Oasis                                                   | N/A             | 55.000 (presenze           | 27.500        |
| 4ª       | 2003 | 26 e 27 aprile                 | - Beastie Boys - Red Hot Chili Peppers                            | N/A             | 60.000 (presenze)          | 30.000        |
| 5ª       | 2004 | 1 e 2 maggio                   | - Radiohead - The Cure                                            | N/A             | 110.000 (presenze)         | 55.000        |
| 6ª       | 2005 | 30 aprile e 1 maggio           | - Coldplay - Nine Inch Nails                                      | N/A             | 100.000 (presenze)         | 50.000        |
| 7ª       | 2006 | 29 e 30 aprile                 | - Depeche Mode - Tool                                             | $ 9 milioni     | 120.000 (presenze))        | 60.000        |
| 8ª       | 2007 | 27, 28 e 29 aprile             | - Björk - Red Hot Chili Peppers - Rage Against the Machine        | $ 16,3 milioni  | 187.000 (presenze)         | 62.333        |
| 9ª       | 2008 | 25, 26 e 27 aprile             | - Prince - Roger Waters - Jack Johnson                            | $ 13,8 milioni  | 152.000 (presenze)         | 51.000        |
| 10ª      | 2009 | 17, 18 e 19 aprile             | - Paul McCartney - The Killers - The Cure                         | $ 15,3 milioni  | 153.000 (presenze)         | 51.000        |
| 11ª      | 2010 | 16, 17 e 18 aprile             | - Jay Z - Muse - Gorillaz                                         | $ 21,7 milioni  | 225.000 (frequenza, agg. ) | 75.000        |
| 12ª      | 2011 | 15, 16 e 17 aprile             | - Kings of Leon - Arcade Fire - Kanye West / The Strokes          | $ 24,9 milioni  | 225.000 (frequenza, agg. ) | 75.000        |
| 13ª      | 2012 | 13, 15, 20, 21 e 22 aprile     | - The Black Keys - Radiohead - Dr. Dre & Snoop Dogg               | $ 47,3 milioni  | 158.000 (vendite)          | 79.000        |
| 14ª      | 2013 | 12, 13, 14, 19, 20 e 21 aprile | - The Stone Roses / Blur - Phoenix - Red Hot Chili Peppers        | $ 67,2 milioni  | 180.000 (presenze)         | 90.000        |
| 15ª      | 2014 | 11, 12, 13, 18, 19 e 20 aprile | - Outkast - Muse - Arcade Fire                                    | $ 78,3 milioni  | 579.000 (presenze, agg. )  | 96.500        |
| 16ª      | 2015 | 10, 11, 12, 17, 18 e 19 aprile | - AC/DC - Jack White - Drake                                      | $ 84,2 milioni  | 198.000 (vendite)          | 99.000        |
| 17ª      | 2016 | 15, 16, 17, 22, 23 e 24 aprile | - LCD Soundsystem - Guns N' Roses - Calvin Harris                 | $ 94,2 milioni  | 198.000 (vendite)          | 99.000        |
| 18ª      | 2017 | 14, 15, 16, 21, 22 e 23 aprile | - Radiohead - Lady Gaga - Kendrick Lamar                          | $ 114,6 milioni | 250.000 (presenze)         | 125.000       |
| 19ª      | 2018 | 13, 14, 15, 20, 21 e 22 aprile | - The Weeknd - Beyoncé - Eminem                                   | N/A             | N/A                        | N/A           |
| 20ª      | 2019 | 12, 13, 14, 19, 20 e 21 aprile | - Childish Gambino - Tame Impala - Ariana Grande                  | N/A             | N/A                        | N/A           |
| 21ª      | 2022 | 15, 16, 17, 22, 23 e 24 aprile | - Harry Styles - Billie Eilish - Swedish House Mafia & The Weeknd | N/A             | N/A                        | N/A           |
| 22ª      | 2023 | 14, 15, 16, 21, 22 e 23 aprile | - Bad Bunny - Blackpink - Frank Ocean                             | N/A             | N/A                        | N/A           |

## Riconoscimenti
Billboard Touring Awards
| Anno         | Categoria                                              | Luogo                                    | Risultato |
| ------------ | ------------------------------------------------------ | ---------------------------------------- | --------- |
| 2011         | Top Festival                                           | Coachella Valley Music and Arts Festival | Vinto     |
| 2012         | Top Festival                                           | Coachella Valley Music and Arts Festival | Vinto     |
| Top Boxscore | Coachella Valley Music and Arts Festival, 13-22 aprile |                                          | Vinto     |
| 2013         | Top Festival                                           | Coachella Valley Music and Arts Festival | Vinto     |
| 2014         | Top Festival                                           | Coachella Valley Music and Arts Festival | Vinto     |
| 2015         | Top Festival                                           | Coachella Valley Music and Arts Festival | Vinto     |
| 2016         | Top Festival                                           | Coachella Valley Music and Arts Festival | Vinto     |
| 2017         | Top Festival                                           | Coachella Valley Music and Arts Festival | Vinto     |

Premi internazionali di musica dance
| Anno | Categoria               | Luogo                         | Risultato |
| ---- | ----------------------- | ----------------------------- | --------- |
| 2008 | Miglior evento musicale | Coachella - Indio, California | Nominato  |
| 2009 | Miglior evento musicale | Coachella - Indio, California | Nominato  |
| 2010 | Miglior evento musicale | Coachella - Indio, California | Nominato  |
| 2011 | Miglior evento musicale | Coachella - Indio, California | Nominato  |
| 2012 | Miglior evento musicale | Coachella - Indio, California | Nominato  |
| 2013 | Miglior evento musicale | Coachella - Indio, California | Nominato  |
| 2014 | Miglior evento musicale | Coachella - Indio, California | Nominato  |
| 2015 | Miglior evento musicale | Coachella - Indio, California | Nominato  |
| 2016 | Miglior evento musicale | Coachella - Indio, California | Nominato  |